# Възходът на планетата на маймуните
„Възходът на планетата на маймуните“ (на английски: Rise of the Planet of the Apes) е американски научнофантастичен филм от 2011 година на режисьора Рупърт Уайът.

## Актьорски състав
| Актьор        | Роля             |
| ------------- | ---------------- |
| Джеймс Франко | д-р Уилям Родман |
| Анди Съркис   | Цезар            |
| Фрида Пинто   | Карълайн Араня   |
| Джон Литгоу   | Чарлз Родман     |
| Брайън Кокс   | Джон Ландън      |
| Том Фелтън    | Додж Ландън      |

## Награди и номинации
| Награда                              | Категория                           | Номиниран(и)                        | Резултат  |
| ------------------------------------ | ----------------------------------- | ----------------------------------- | --------- |
| Награди на филмовата академия на САЩ | Най-добри визуални ефекти           | Най-добри визуални ефекти           | номинация |
| Награда на БАФТА                     | Най-добри специални визуални ефекти | Най-добри специални визуални ефекти | номинация |
| Сателит                              | Най-добри визуални ефекти           | Най-добри визуални ефекти           | номинация |
| Сателит                              | Най-добър актьор в поддържаща роля  | Анди Съркис                         | номинация |
| Сатурн                               | Най-добър научнофантастичен филм    | Най-добър научнофантастичен филм    | награда   |
| Сатурн                               | Най-добри специални ефекти          | Най-добри специални ефекти          | награда   |
| Сатурн                               | Най-добър актьор в поддържаща роля  | Анди Съркис                         | награда   |
| Сатурн                               | Най-добър режисьор                  | Рупърт Уайът                        | номинация |
| Сатурн                               | Най-добър сценарий                  | Рик Джафа и Аманда Силвър           | номинация |

## Филми от поредицата за „Планетата на маймуните“
Поредицата „Планетата на маймуните“ включва 10 филма:
- „Планетата на маймуните“ (1968)
- „Под планетата на маймуните“ (1970)
- „Бягство от планетата на маймуните“ (1971)
- „Завладяването на планетата на маймуните“ (1972)
- „Битка за планетата на маймуните“ (1973)
- „Планетата на маймуните“ (2001)
- „Възходът на планетата на маймуните“ (2011)
- „Зората на планетата на маймуните“ (2014)
- „Войната за планетата на маймуните“ (2017)
- „Кралството на планетата на маймуните“ (2024)